# ラリー・バード
ラリー・ジョー・バード（Larry Joe Bird, 1956年12月7日 - ）は、アメリカ合衆国・インディアナ州ウェストバーデン出身の元プロバスケットボール選手、元指導者であり、現在はNBAの球団役員。1980年代にNBAのボストン・セルティックスを3度の優勝に導いた。「the Hick from French Lick (フレンチリックの田舎者)」や「Larry Legend (ラリー・レジェンド)」の愛称を持つバードは、得点やリバウンド、アシストのセンスに優れ、正確な長距離シュートや試合の先を読む能力に秀でていた。しばしば史上最高のバスケットボール選手に挙げられ、史上最高のスモールフォワードの一人と考えられている。
1979-80シーズンにNBA入りしたバードは、主にパワーフォワードとして出場し、セルティックスを前シーズンより勝ち星を32勝増やし、カンファレンス・ファイナルに導くなど、即戦力として活躍した。フォワードのケビン・マクヘイル、センターのロバート・パリッシュと共にキャリアの大半を過ごし、NBA史上最高のフロントコート軍団と言われた。NBAオールスターに12回選出、NBAファイナルMVPに2回、NBA最優秀選手賞に3年連続 (1984-1986) 受賞した史上唯一のフォワード選手である。またバードは「ドリームチーム」として知られる、1992年オリンピック男子アメリカ合衆国代表のメンバーでもあった。1996年にはNBA50周年記念オールタイムチームに選ばれ、1998年にバスケットボール殿堂入りを果たし、2010年にはドリームチームのメンバーとして再び殿堂入りを果たしている。2021年10月、NBA75周年記念した、NBA75周年記念チームに選出され、史上最も偉大な75人の選手の一人として称えられた。
引退後はインディアナ・ペイサーズで監督を務めて最優秀監督賞を受賞、NBAファイナルに進出した。現在は同チームの特別顧問を務める。

## 生い立ちと少年時代
インディアナ州のウエストバーデンで6人の兄弟姉妹の4番目（兄弟は三人、姉妹は二人）として生まれる。少年時代のほとんどを同州のフレンチリックで過ごした。二人の兄にバスケットボールの手ほどきを受け、町のホテルで働く黒人の従業員とプレーすることもあった。
地元フレンチリックのスプリングス・バレー高校在籍時、学年が上がるとともに頭角を現していった。4年生の時には1試合平均で30得点、20リバウンドを上げ、各地の大学からスカウトされるようになった。
高校時代に背番号33を使うようになり、以後大学、プロを通じて同じ番号を使った。

## 大学時代
高校卒業後はインディアナ大学に進学。バスケットボールチームの監督はボビー・ナイトだった。バードはこの大学になじめず、一ヶ月たたないうちに大学を去り帰郷する。地元にいた1年間、町の清掃員として働き Northwood Institute という短大に通った。バードが故郷にとどまっていた1975年に離婚していた父が自殺した。バード自身はこの時期に結婚し、離婚を経験した。
その後、バードは再び大学への進学を決心し、数多くの大学からスカウトがバードのもとを訪れ、インディアナ州立大学に進むこととなった。インディアナ州立大学の最初の1年は編入生だったためプレーしなかったが、2年生以降の3年間で平均30.3得点、13.3リバウンドを記録。4年生の時にはチームを無敗でNCAAトーナメントの決勝まで導き、インディアナ州立大学シカモアーズはシンデレラチームとして脚光を浴びた。決勝では同じく人気を集めていたミシガン州立大学スパルタンズと対戦。以降ライバルと目されるようになるマジック・ジョンソンと初めて戦い、バード率いるシカモアーズは敗れた。この試合はNCAA決勝戦としては歴代最高の視聴率を記録している。
バードは4年生時の1979年にネイスミス賞とウッデン賞を受賞している。また1977年には大学生バスケットボール世界大会の全米代表に選ばれた。
バードは大学2年のときにソフトボールで遊んでいて、右手の小指と人差し指を複雑骨折している。何事にも基本に忠実なバードがゴロを両手で捕球しようとしたためであるといわれる。バードの人差し指はボストンのトレーナーによると、“ハンマーで叩き潰されたようにグチャグチャ”であるという。バードはシュートにおいて、大変なハンディを練習で克服した。バードの性格を物語るエピソードであり、あの美しい放物線を描くシュートもこの怪我と無縁ではないといわれている。しかしながら、本人もその骨折以来シュートタッチの感覚が元に戻ることはなかったと語っている。

## ボストン・セルティックス

### キャリア初期
1978年、ボストン・セルティックスの社長兼ジェネラル・マネージャーだったレッド・アワーバックによりドラフト1順目6位で指名された。当時バードはインディアナ州立大学の3年生で中退の意図はなかったが、同大学に編入する以前インディアナ大学に属していた時からは4年目になっており、ドラフト規則の盲点を突いたアワーバックの機転による指名だった。バードはインディアナ州立大学を卒業した翌シーズンよりセルティックスに参加した。
1年目のシーズン、バードはチーム成績を前年の29勝53敗から61勝21敗まで引き揚げるのに大いに貢献し、ルーキー・オブ・ザ・イヤー（新人王）に選ばれた。また新人ながらオールNBAファーストチームに選出された。同賞をバードは1988年まで連続で受賞することになる。この年のプレイオフでは、セルティックスはカンファレンス・ファイナルでフィラデルフィア・セブンティシクサーズと対戦し、1勝4敗で敗退した。優勝したのはロサンゼルス・レイカーズで、大学時代のライバルマジック・ジョンソンはファイナルMVPに選ばれた。
翌1980-1981シーズンに、セルティックスはトレードでロバート・パリッシュを、ドラフトでケヴィン・マクヘイルを獲得した。フロントコートに厚みを増したセルティックスは、レギュラーシーズンをリーグ1位タイの62勝20敗で終えた。プレイオフに進んだセルティックスはシカゴ・ブルズを3戦で退け、セブンティシクサーズを7戦で下してNBAファイナルに進出した。NBAファイナルではモーゼス・マローン率いるヒューストン・ロケッツと対戦した。競った展開となったシリーズ第1戦の第4クオーターで、バードは、シュートを放って外れると悟ったバード自身がベースライン右手に駆け出し、リングに弾かれたボールを空中で取りそのままシュートして決めると言う後に有名になるプレーを見せた。この試合をセルティックスは98対95でものにし、シリーズ全体も4勝2敗で制したセルティックスは5年ぶりに王者に返り咲いた。
翌1981-1982シーズン、セルティックスはリーグ最高の63勝19敗の成績をあげ、次の1982-1983シーズンには56勝26敗とリーグ3位となった。しかしプレイオフではセブンティシクサーズやミルウォーキー・バックスに敗れてNBAファイナル進出を果たせなかった。1982年はレイカーズ、1983年はセブンティシクサーズが優勝した。1981年に優勝した時、バードはセルティックスがしばらく連覇できるだろうと考えたが、現実にはカンファレンスのライバルだったセブンティシクサーズに行く手を阻まれ、大学以来のライバルと目されていたマジック・ジョンソンのレイカーズには水をあけられていた。
なお、バードはジャンプができない白人選手の代表のように言われることがあるが、のちに本人がビデオを見て驚いていたように、この時期のバードは試合中にダンクをすることもあった。

### キャリア中期
1983-1984シーズン、セルティックスは62勝20敗で、リーグ最高の成績となった。シーズン平均24.2得点、6.6アシスト、10.1リバウンドを記録したバードはシーズンMVPに選ばれた。プレイオフでセルティックスはワシントン・ブレッツ、ニューヨーク・ニックス、バックスを下してNBAファイナルに進出した。一方ウエスタン・カンファレンスからはレイカーズが勝ち上がった。
大学時代のNCAA決勝で対戦していたラリー・バードとマジック・ジョンソンは、プロ入り以降それぞれイースタン・カンファレンスとウエスタン・カンファレンスの強豪で中心的な選手となっていたが、両者がNBAファイナルで争うのはこの時が初めてだった。メディアやファンのみならず、全米が注目する中で両ライバルは対決することになった。
ボストンで行われたシリーズの緒戦、レイカーズのカリーム・アブドゥル＝ジャバーの活躍もあり、セルティックスは109対115で敗れた。続く第2戦ではジェームズ・ウォージーの活躍により終盤でレイカーズがリードを奪うが、セルティックスのジェラルド・ヘンダーソンのスティールにより試合は延長に入り、これをものにしたセルティックスがシリーズを1勝1敗のタイに持ち込んだ。ロサンゼルスに舞台を移した第3戦、マジック・ジョンソンがNBAファイナル記録となる21アシストをマークし、セルティックスは104対137で大敗を喫した。試合後、普段は言葉少ないバードがマスコミに対し「我々は腰抜けのようなプレイをした」「このチームにはハートがない。12人分の心臓移植をすべきだ」と自分とチームを強く批判した。第4戦で、バードの発言に鼓舞されたセルティックスは奮闘した。マクヘイルがレイカーズのカート・ランビスを転倒させたこと、バードとアブドゥル＝ジャバーの接触などで乱闘寸前になるほど荒れた試合となったが、終盤にマジック・ジョンソンがミスを繰り返し、試合はシリーズ2度目の延長に突入した。セルティックスは延長を制し、シリーズは再びタイとなった。続く第5戦、熱波に襲われたボストンでの試合で、バードはフィールドゴールを20本中15本成功させ、34得点をマーク。セルティックスは3勝目を上げた。ロサンゼルスで行われた第6戦では、アブドゥル＝ジャバーの活躍などでレイカーズが勝利。シリーズは3勝3敗のタイに持ち込まれた。
ボストンで行われた最終の第7戦では、セルティックスの各選手が活躍し、111対102でセルティックスが勝利。シリーズ平均27.4得点、14リバウンド、2スティールを記録したバードはファイナルMVPに選ばれた。
続く1984-85シーズン、セルティックスはリーグ最高の63勝19敗の成績で終え、バードは再びシーズンMVPに選ばれた。このシーズンのバードの平均28.7得点はリーグ2位、10.5リバウンドはリーグ8位、スリーポイントシュート成功率は42.7%でリーグ2位だった。シーズン中のアトランタ・ホークス戦では、生涯最高となる60点を記録した。一方、前シーズンの雪辱に燃えていたレイカーズはリーグ2位の62勝20敗の成績を残した。両チームはプレイオフを勝ち上がり、2年連続でNBAファイナルで対戦した。セルティックスは緒戦に大勝したものの、その後は一進一退の攻防となった。ボストンで行われた6試合目を100対111で落とし、4勝2敗でレイカーズの優勝が決まった。セルティックスがホームで優勝を奪われるのはチーム史上初めてのことだった。
翌1985-1986シーズン開幕前にセルティックスはかつてのMVPセンター、ビル・ウォルトンを獲得した。バード、ケヴィン・マクヘイル、ロバート・パリッシュに加え、セルティックスのフロントコートはさらに厚みを増した。シーズンに入るとセルティックスは快進撃を続け、人々はこのチームを史上最強と呼ぶようになった。シーズン成績は67勝15敗で、勝率は8割を超えた。ホーム戦の40勝1敗、勝率97.6%はNBA史上最高成績である。バード自身は平均得点25.8（リーグ4位）、フリースロー成功率89.6%（同1位）、平均スティール数2.02（9位）、平均リバウンド9.8（7位）、スリーポイントシュート成功率42.3%（4位）でスリーポイント成功数82本（1位）と多くのカテゴリーでリーグ上位に入った。シーズンが終了するとバードはシーズンMVPに選ばれた。3年連続でシーズンMVP獲得はビル・ラッセルとウィルト・チェンバレンに次いで史上3人目であり、センター以外の選手ではバードが初めてであった。セルティックスはプレイオフをNBAファイナルまで11勝1敗の成績で勝ち上がり、ロケッツと対戦した。6試合に渡ったファイナルで、バードはシリーズ平均24得点、9.5アシスト、9.7リバウンドとトリプル・ダブルに近い数字を残し、最終戦となった第6戦では、29得点、12アシスト、11リバウンドとトリプルダブルを記録した。4勝2敗でセルティックスはロケッツを下し、バードはファイナルMVPに選ばれた。
翌1986-1987シーズン、バードの平均得点はリーグ4位の28.1得点、アシストとリバウンドの平均はそれぞれ7本と9本を超える高い水準だった。フィールドゴールとフリースローの成功率はそれぞれ50%と90%を超えた。ビル・ウォルトンの出場試合数は怪我のため10試合にとどまり、チームは59勝23敗でリーグ2位だった。プレイオフの1回戦でセルティックスはブルズを3勝0敗で一掃したものの、続くカンファレンス・セミファイナルでは合計3回の延長を含めて7戦までもつれての際どい勝利となった。カンファレンス・ファイナルでは、成長著しいデトロイト・ピストンズと対戦した。ボストンで行われた最初の2戦ではセルティックスが勝利、デトロイトで行われた続く2戦はピストンズが勝ちを収め、2勝2敗のタイでシリーズ第5戦の舞台は再びボストンに移った。ピストンズが107対106とリードして試合終了まで残り数秒という時点でピストンズボールのスローインとなったが、アイザイア・トーマスのインバウンズパスをバードがインターセプトし、最後はデニス・ジョンソンがゴールを決めて土壇場で逆転を果たし、セルティックスの3勝2敗となった。このスティールは、1965年のジョン・ハブリチェック、1984年のジェラルド・ヘンダーソンのスティールとならび、ボストン・セルティックスの歴史上有名なスティールの一つとなった。続く2試合はそれぞれホームチームが勝利し、セルティックスがNBAファイナルに進出。4年間で3度目のレイカーズとの対戦となった。
NBAファイナルでは、ロサンゼルスで行われた最初の2戦をレイカーズが勝利。続くボストンでの3戦目をセルティックスが勝利した。第4戦の終盤、残り12秒の時点でバードのスリーポイントシュートによりセルティックスがリードを奪うが、コート外に出たボールをマジック・ジョンソンが中央に進め、フックシュートを放ち残り2秒でレイカーズが再逆転した。最後の瞬間にバードが放ったシュートはリングから落ち、シリーズはセルティックスの1勝3敗となった。続く第5戦はセルティックスが大勝したものの、ロサンゼルスに戻った第6戦をセルティックスは落とし、レイカーズの優勝が決まった。バードのセルティックスがNBAファイナルに進んだのはこの年が最後であり、バードとマジック・ジョンソンが優勝を争ったのはこれが最後となった。
なお、この年にオールスター期間に開催されるスリーポイントコンテスト (Long Distance Shootout) に優勝しており、1988年まで3連覇した。

### キャリア末期
1987-1988シーズンになるとバードは30歳になっており、チームの主力も年齢が上がっていた。そして、ビル・ウォルトンが怪我のためシーズンの全試合を欠場するなど、怪我が目立つようになった。1987-1988シーズン、バードの平均得点は29.9得点でリーグ3位だった。アシスト数とリバウンド数も6.1アシスト、9.3リバウンドと依然として高い水準だったが、バードの得点が多いことはセルティックスのオフェンスがバランスを欠いていたということでもあった。プレイオフのカンファレンス・セミファイナルで、セルティックスはホークスと対戦、最終第7戦までもつれる展開となった。バードは第7戦前に記者たちに勝利を公約し、ホークスのドミニク・ウィルキンスが47得点を挙げるが、バードは第4クオーターだけで20得点を挙げ、118対116でセルティックスがカンファレンス・ファイナルに駒を進めた。カンファレンス・ファイナルではピストンズと対戦し、合計で3回の延長を含む6試合の末、セルティックスは敗れた。
翌1988-1989シーズン、バードはかかとに出来た骨の突起を除去する手術を受け、出場試合は6試合にとどまり、デビュー以来毎年選出されてきたオールNBAファーストチームも9年連続で途切れた。セルティックスのシーズン成績は42勝40敗に終わり、バードを欠いたチームはプレイオフの1回戦でピストンズに3敗しシーズンが終了した。1989-1990シーズンのバードは平均で24.3得点、7.5アシスト、9.5リバウンドの成績を残したもののチームは52勝30敗でカンファレンス4位、リーグでは8位だった。プレイオフでは1回戦でニックスに2勝3敗で敗退した。1990-1991シーズン、かねてからの背中の痛みが悪化したため、バードは22試合欠場し、平均得点は20点を割ることになった。プレイオフでは1回戦でインディアナ・ペイサーズと対戦し3勝2敗で辛勝したものの、続くカンファレンス・セミファイナルではピストンズに2勝4敗で敗退した。シーズン後、バードは背中の手術を受けた。
1991-1992シーズン、バードの背中の痛みは収まらず、45試合の出場にとどまった。全米放送された3月のポートランド・トレイルブレイザーズ戦では2度の延長でトリプル・ダブルを達成する快挙を成し遂げたが、プレイオフのカンファレンス・セミファイナルでクリーブランド・キャバリアーズに3勝4敗で敗退し、バードの最後のシーズンが終わった。この年の夏、ドリームチームの一員として1992年バルセロナオリンピックに出場した後、バードは引退を発表した。

## プレースタイル
「一世代に1人くらい、本当にスーパースターと呼べるような選手が現れる。」ラリー・バードがそのような選手だった。—NBA公式サイト

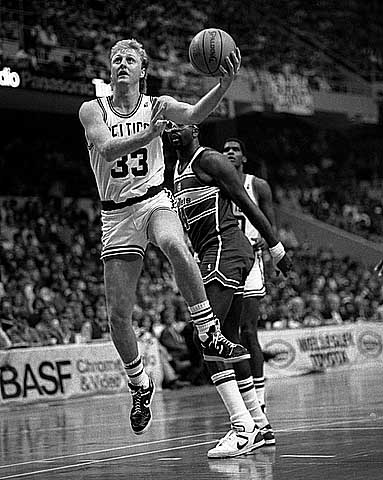
バスケットへドライブするバード

バードは他の平均的なNBA選手と比べて身体能力・運動能力には恵まれていなかった。しかし、正確な技術とゲームの流れを読む能力に長けていた。特に中距離・長距離シュート、リバウンド、パス（アシスト）の技術に秀でていた。リーグ屈指のスリーポイントシューターであり、肩にボールを担ぐような独特なフォームで、多くのシュートを沈めている。バードほどの長身でこれほどまでにオールラウンドな選手は、マジック・ジョンソンくらいしかいなかった。試合の展開を正確に把握していたため、セルティックスの監督を務めていたビル・フィッチは、カメラのように毎回試合中の各場面を脳に記録するという意味でバードに「コダック」のあだ名を与えた。
スモールフォワードにしては大きい206cmの身長がありながらも跳躍力が著しく低く、ダンクシュートは助走を付けなければ満足に成功させることができなかった。走ることも苦手であり、足も遅かった。ルーキー時代には、ドリブルも利き手である右手でしかスムーズに突けず、そのドリブルも掌でひっぱたくような危なっかしいものだった。バードはNBA選手でありながら、バスケットボール自体が苦手のように思われていた。しかしバードは、尋常ではない情熱と闘争心、そしてたゆまぬ懸命な努力で徐々に眠っていた才能を覚醒させた。身体能力の低さを補って有り余るほどの、バスケットボールに必要なすべての技術を身につけた。鈍足ながらもコート上を必死に駆け回ってシュートチャンスをつくり出し、決定打となるシュートを幾度となく沈めた。バードはアウトサイドプレイを中心とする反面、ここぞという時には果敢にリバウンド争いに参戦し、ベストポジションでリバウンドをもぎ取っていた。ルーズボールにも怪我を顧みず飛び込んで行き、誰よりも必死に喰らいついていた。そのような激しい情熱を押し出すバードのハードなプレーは、観る者すべてを引き付けていた。
驚異的な勝負強さを誇り、土壇場でチームを救うプレーが数多くあった。名将として知られ、ライバルレイカーズのコーチでもあったパット・ライリーは「もし試合を決める場面でシュートをまかせるとしたらジョーダンを選ぶが、自分の生死がかかった場面でシュートをまかせるとしたらバードを選ぶ」と語っている。スティール技術とディフェンスリバウンドにも長けており、NBAオールディフェンシブセカンドチームに3度も選出されている。一方で、チャールズ・バークレーのように「バードはディフェンスが苦手だ」と評する者もいた。リーグトップクラスの選手でありながら、バードの技術は年々向上した。利き手である右手と遜色なく使える左手のシュートは、プロ入り後に上達させた技術の一つである。1986年のポートランド戦では試合前に「少なくとも第３クオーターまでは左手でシュートする」とチームメイトに宣言し、左手のシュートだけで20得点を記録した(総得点は47点)。シーズンオフには、主に実家でトレーニングを行った。ルーキー時代には酷評されていたドリブル技術も向上し、バードのポジションはスモールフォワードでありながら、ドリブル技術とパス技術に長けているために実質的にはチームのポイントガードを務めていた。これは、ポイントガードの仕事をするフォワード、ポイントフォワードの先駆けといえる。ロバート・パリッシュ、ケヴィン・マクヘイル、そしてバードからなるセルティックスのセンターおよび二人のフォワードをNBA史上最高のフロントラインと評価する専門家も多い。
1970年代までのNBAは、ビル・ラッセル、ウィルト・チェンバレン、カリーム・アブドゥル＝ジャバーのような有力なセンタープレイヤーが試合の勝敗、チームの優劣を決めてきた。しかし、バードやマジック・ジョンソン、マイケル・ジョーダンらの登場により、ガードやフォワードの選手がゲームを支配することが可能であることが示された。この意味でバードは、NBAひいてはバスケットボールに変革をもたらした選手の一人だった。
試合中は強気な態度を取ることが多く、相手選手を挑発するトラッシュ・トーカーとしても有名であった。
1984年のセブンティシクサーズ戦では、不調だったジュリアス・アービングに対して自分が得点する度に自分の得点とアービングの得点を言い、普段は温厚なアービングを激怒させた。これをきっかけに乱闘が起き、バードとアービングは1試合出場停止の処分を受けた。ただし、バードは自伝本の中で両者の得点を言い続けたのはチームメイトのM.Lカーであると述べている。
1986年に開かれた初めてのスリーポイントコンテスト前、バードは控室に集まった出場者達をしばらく眺めてから「誰が２番になるのか考えてたんだ」と言い、コートに出ると優勝してみせた。翌年のコンテストでも出場者達に「君たちは準優勝するためにここに来たんだと願うよ、なぜなら優勝するのは俺だから」と言い、実際に優勝した。3年目には「今回は何も言う必要がない。みんな誰が優勝するか知ってるからね」と語り、またも優勝した。
レイカーズ戦では試合前にケガで出場できないマジックのもとに行き「君がプレイできなくて残念だよ、でも君はここにいるんだし、君のためにショーを見せてやるよ」とショータイムと呼ばれる試合運びをするマジックに言うと、得点を決めるたびにマジックの方に視線を送った。
スーパーソニックス戦、同点で試合の終盤を迎えた時、バードをガードしていたザビエル・マクダニエルに向かって「俺はここでパスを受け、お前の真正面からシュートを決めてやる」と言い、宣言通りシュートを決めてみせた後、「２秒も残すつもりはなかった（ブザービーターを狙っていた）」と言った。
クリスマスに行われたペイサーズ戦では試合前にチャック・パーソンに「君にクリスマスプレゼントがあるんだ」と言うと、試合中ベンチに下がっていたパーソンの目の前でスリーポイントシュートを放ち、直後に「メリーFxxkingクリスマス」と言うと、ボールはゴールに吸い込まれた。
ピストンズ戦ではデニス・ロッドマンがバードのガードについていたが、バードはチームメイトに向かって「俺はオープンだ。急げ、奴らが俺に誰もガードをつけてないのに気付く前に」と言い続け、4回連続でシュートを決めると、ピストンズのコーチ、チャック・デイリーに向かって「誰が俺をガードしてるんだ？誰かガードについてるか？俺にガードをつけた方がいい、じゃないと60点とってしまう」と言った。
1986年のマーベリックス戦ではタイムアウトからコートに戻ると、マーベリックスのベンチに向かってこれからの作戦を教えた。「エインジがDJにパスをだして、DJが俺にパスする。この場所でボールを受け取りスリーポイントを放つ。分かったかい？俺はここに立って動かない。パスを受けて、次の瞬間君らが聞くのは、ボールがネットを通った音だ」実際にその通りのことが起こった後、バードはディフェンスに戻る前にマーベリックベンチに向かってウィンクした。
オールスター戦の期間中に開かれたスリーポイントシュートコンテストで、バードは1986年から3年連続で優勝した。3年目の1988年、決勝戦の最後のシュートを打った直後、バードは人差し指を上に突き上げるパフォーマンスを見せた。ボールはリングに吸い込まれ、3度目の優勝が決まった。

## マジック・ジョンソンとの因縁
マジック・ジョンソンと大学時代にNCAA決勝を争って以来、二人のライバル関係は注目を集め続け、それがNBA人気を引き揚げる原動力の一つにもなった。マジック・ジョンソン率いるレイカーズとバードのセルティックスは1980年代に3回NBAファイナルで対決し、セルティックスの優勝1回（1984年）とレイカーズの優勝2回（1985年と1987年）だった。
ラリー・バードとマジック・ジョンソンはしばしば比較され、様々な点での対称性がマスコミによって強調された。正確で頭脳的なバードに対し華やかでエンターテインメント性に富むマジックのプレー、言葉少な目なバードと笑顔を絶やさないマジック。バードはインディアナ州出身の田舎者のイメージで見られることがあり、それに対しマジックは大都市ロサンゼルスのイメージで見られた。公民権運動によるアフリカ系アメリカ人の社会的地位の向上、ベトナム反戦運動等、社会では様々な歪みが生じて保守とリベラルの対立軸が形成されている時代背景があり、白人のバードと黒人のマジック、それに加えて、ボストンは保守的な白人労働者階級の街、ロサンゼルスは最もリベラルでマイノリティーに寛容な街、さらに、セルティックスとレイカーズがそれぞれ東海岸と西海岸を代表するNBAの名門チームであるという状況が、まるで2人が相異なる2つの陣営の代表であるかのような認識を作り出した。当時、NBAはまだマイナーなプロリーグであり、全国的に有名なスーパースターが不在だったことも手伝って、そうした特徴的な対称性を持つ2人がリーグの双璧を成す看板選手であるという単純明快な図式が形成された。ただ実際には、ジュリアス・アービング、モーゼス・マローン、カリーム・アブドゥル＝ジャバー、アイザイア・トーマス等、実力的には二人と変わらない支配的なスター選手達はいた。2人の活躍によって全国的にNBA人気が高まる中、1984年、リーグ改革を断行するデビッド・スターンがコミッショナーに就任し、シカゴ・ブルズに世界的なNBA人気に火をつけることになるマイケル・ジョーダンが入団した。
マスコミが煽ったせいか両者は初め互いに良い印象を持っていなかったようだが、1984年に二人は一緒にCMの撮影を行う機会があり、以降は交友を持つようになる。後年、二人がそれぞれ引退した際には、両者とも互いの引退式に出席している。一方で、世間が自分とマジック・ジョンソンを大の親友同士であるかのように考えることにバードは違和感も覚えると述べている。マジック・ジョンソンはバードに会う度に「ロサンゼルスに来たらうちへ食事に来い」と誘うが、それが実現することはないと知っている、とバードは語っている。

## 負傷
キャリア末期は負傷に悩まされ、欠場することもしばしばあった。特にひどかった背中の痛みはプロ入り後に生じたものだが、これは背骨につながる骨の接合部に先天的な異常があったためだった。バードの医師によるとスポーツをしていなくてもいずれ手術が必要なものだったということである。
1984年夏に帰省している折り、自宅で作業中にバードは初めて背中の痛みを感じた。それは年々ひどくなり、医師による治療を受ける必要が生じた。リハビリにより一時的に痛みは軽くなったが、1989年に慈善活動で集まっていた人々と遊びでバスケットボールをした際、バードの背中にマイケル・ジョーダンが乗りかかり、痛みが再発した。1990年に手術をした後、バードはバスケットボールをプレイしている時を除いて常時「装具」というギプスのようなものを身につけなければならなかった。背中の痛みがひどいときにはつま先の感覚がなくなるほどで、最後のシーズンには立ち上がることも座ることも困難なほどとなり、試合中もベンチに退いたときは椅子に腰掛けず、フロアにタオルを敷いてうつ伏せに寝転ぶ姿が常態化していた。この頃のバードは「バスケットボールが嫌いだった」と語っている。
バルセロナオリンピック終了後の1992年8月18日現役からの引退を表明した日を、バードは人生最良の日と呼んでいる。

## オリンピックと引退後
1992年のバルセロナオリンピックでプロスポーツ選手が初めて参加を認められると、バードは米国男子代表チームメンバーへの招請を受けた。バードの背中はシーズン中からひどい状態だったので参加に難色を示したものの、現役時代にはライバルだったマジック・ジョンソンをはじめセルティックス関係者などから熱心な説得を受け、バードは五輪出場を決意した。
ドリームチームと呼ばれた米国男子代表にはバードやマジック・ジョンソンのほかマイケル・ジョーダンなど歴史的にも屈指の選手を含み、NBAのスター選手からなる代表は鳴り物入りで国際的なデビューを果たした。ドリームチームは各国に大差で勝利し、米国は金メダルを受賞した。
バードは満足にプレイできる状態ではなかったため、練習やオリンピック本戦でもプレイ時間は限られていた。試合中にはベンチ際で背中のマッサージを受ける姿も見られたが、要所で出場し優勝に貢献した。また、大陸予選において最初と最後に得点したのはバードであった。
オリンピックが終了した後の1992年8月、バードは引退を表明した。引退後の数年間はセルティックスのフロントでスカウトや人事関係の助言などの仕事をした。選手採用を巡りチーム上層部と対立することがあり、フロント側との行き違いから以前チームメートだったM.L.カーとの関係が悪化したことがあった。
バードがセルティックスから課せられた業務はそれほどはなく、引退後の多くの時間を家族とともにフロリダ州でゴルフや釣りなどをしながら引退生活を送った。マイケル・ジョーダン主演の映画『スペース・ジャム』に出演したのはこの時期だった。

## コーチ業とチーム運営

### ヘッドコーチ

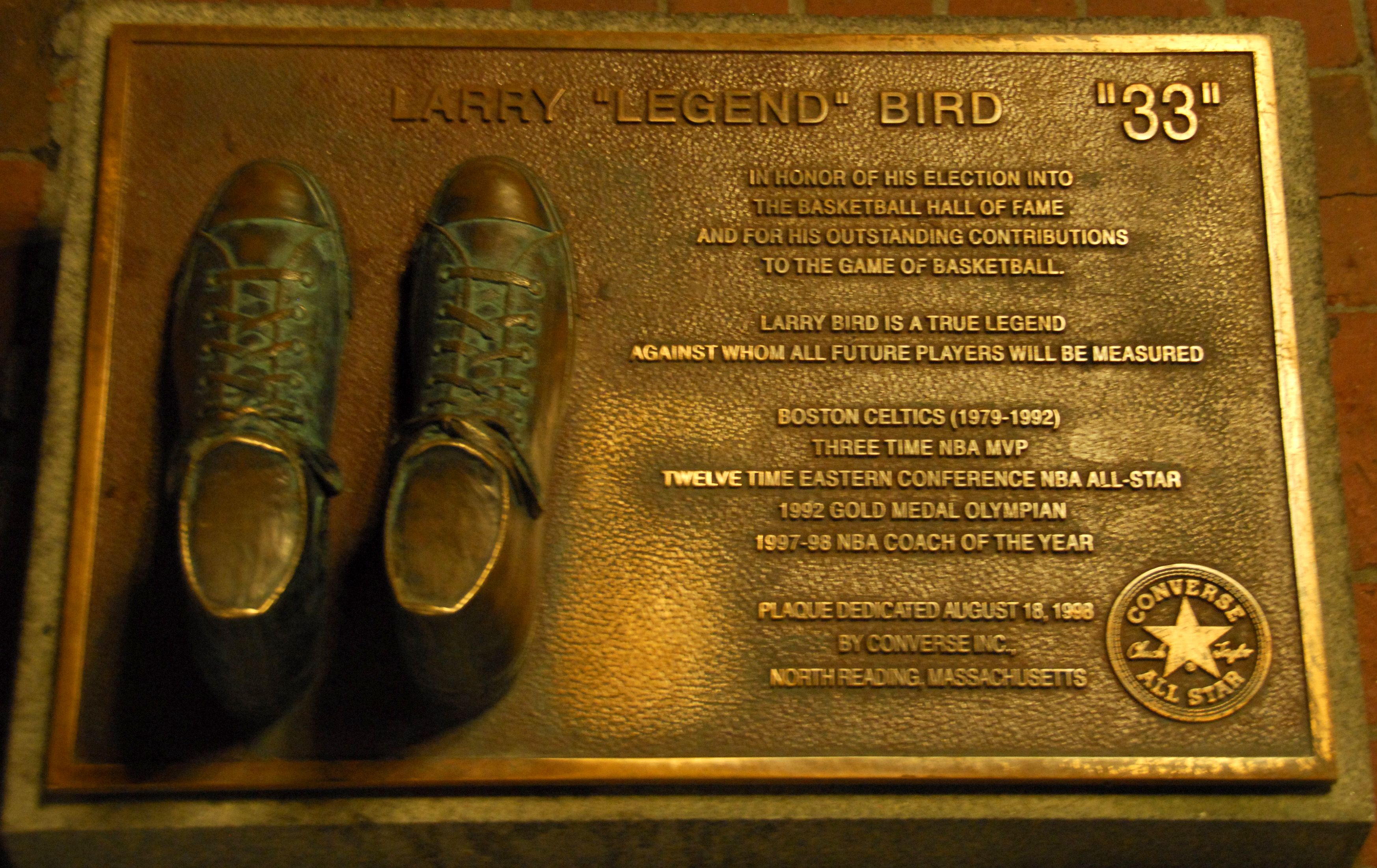
A Larry Bird Monument.

ゴルフや釣りに明け暮れる引退生活をバードは退屈に思い、また仕事のない父親を持つことは子供にとってもよくないという考えもあり、バードは監督としてのNBA復帰を考えるようになった。地元フロリダのマイアミ・ヒートの試合をよく観戦し、パット・ライリーの指導を観察した。
バードは1997-1998シーズンにインディアナ・ペイサーズのヘッドコーチに就任した。その理由を故郷だからではなく優勝の可能性があるからと説明している。アシスタントコーチには、ベテランでディフェンスの専門家ディック・ハーターと若手でかつてのチームメートリック・カーライルを選んだ。バードは選手時代の経験から怒鳴るコーチを嫌っており、練習や試合の最中に怒鳴らないことを選手たちに明言した。試合中のプレイは選手たちに任せる代わり、バードはディフェンスの練習を重視した。一方で遅刻に対しては厳しい態度で臨み、遠征時に飛行機の離陸時間に遅れた選手を空港に置き去りにしたこともあった。また、ひと月に3回遅刻した者はその試合に出さないというルールも作っていた。
前シーズン39勝43敗だったペイサーズは、バードの1年目に58勝24敗と躍進し、バードは最優秀コーチ賞を受賞した。NBAでしばしば言われる「名選手は名監督になれない」という経験則を覆す快挙だった。プレイオフでは、1回戦でクリーブランド・キャバリアーズ、カンファレンス・セミファイナルでペイサーズの宿敵ニックスを下し、カンファレンス・ファイナルでは6度目の優勝を狙うシカゴ・ブルズと対戦することになった。シーズン中、選手たちがブルズのマイケル・ジョーダンをどこかで畏怖するのはバードにとって問題だったが、ペイサーズはブルズを苦しめた。バードはゲーム中にほとんど表情を崩さない事でも有名だった。その最たる例が、ペイサーズの1勝2敗で迎えたホームでの第4戦、レジー・ミラーが土壇場で逆転のスリーポイントシュートを決めた場面である。チームを含めた会場全体が沸き返ったが、バードだけは全く表情を変えることなく腕を組んでいた。なぜならたった0.7秒とはいえブルズに攻撃のチャンスを残してしまったからである。この時のことをのちにバードは「ジョーダンなら再逆転が可能だと思った」と述べている（事実、ジョーダンが放った最後のシュートはリングに嫌われる形の惜しいショットであった）。第7戦まで追い込んだものの、ペイサーズはNBAファイナル進出を逃した。
労使交渉の行き詰まりから起きたロックアウトのため、翌1998-1999シーズンのレギュラーシーズンは50試合に短縮された。ペイサーズはディビジョン1位の33勝17敗でプレイオフに進出し、1回戦でバックス、カンファレンス・セミファイナルではセブンティシクサーズを完封してカンファレンス・ファイナルに進んだが、そこでニックスに2勝4敗で敗れた。
続く1999-2000シーズン、ペイサーズはリーグ2位の56勝26敗の成績だった。1位のレイカーズは67勝15敗だった。プレイオフでペイサーズはついにNBAファイナルに進出し、バードはかつてのライバル・レイカーズと対戦することになった。シーズン成績もチーム構成も上手だったレイカーズにペイサーズは善戦したが、2勝4敗で目標の優勝は逃した。
かねてから監督を務める期間は3年と明言しており、バードはNBAファイナルが終了するとペイサーズのヘッドコーチを辞職した。彼は自らの代わりとしてアシスタント・コーチであり友人でもあったリック・カーライルを推薦したが、コーチにはアイザイア・トーマスが就任した。

### 人事部門担当者
ヘッドコーチを退いたのち、バードはシャーロットに設立予定の新興チーム（現在のシャーロット・ホーネッツ）のオーナー陣に加わるべく活動を行ったが実現しなかった。
2003年の夏、バードは再びペイサーズに加わった。今回はチームのバスケットボール運営部門社長に就任し、チームの人事関係を担当することになった。バードが最初に行った大きな仕事はヘッドコーチのアイザイア・トーマスを解雇することだった。トーマス指揮のもとペイサーズは、レギュラーシーズンの勝ち星は徐々に増やしていたものの、プレイオフでは3年連続で1回戦敗退を喫していた。トーマスの後任にバードはリック・カーライルを採用した。

## 受賞・タイトル
選手時代
- 3× NBAチャンピオン (1981, 1984, 1986)
- 2× NBAファイナルMVP (1984, 1986)
- 3× NBAシーズンMVP (1984-1986)
- 12× NBAオールスター (1980-1988, 1990-1992)
- NBAオールスターゲームMVP (1982)
- 9× オールNBAファーストチーム (1980-1988)
- オールNBAセカンドチーム (1990)
- 3× NBAオールディフェンシブ・セカンドチーム (1982-1984)
- NBA新人王 (1980)
- NBAオールルーキー・ファーストチーム (1980)
- 2× 50-40-90クラブ (1987, 1988)
- 3× NBAスリーポイント・コンテストチャンピオン (1986-1988)
- AP通信年間最優秀アスリート賞 (1986)
- NBA生涯功労賞 (2019)
- NBA50周年記念オールタイムチーム
- NBA75周年記念チーム
- No. 33 ボストン・セルティックス#永久欠番
- 全米カレッジ年間最優秀選手 (1979)
- 2× オールアメリカン・コンセンサスファーストチーム (1978, 1979)
- オールアメリカンサードチーム - NABC選出, UPI選出 (1977)
- 2× MVC年間最優秀選手 (1978, 1979)
- No. 33 インディアナステート・シカモアーズ永久欠番

コーチ時代
- NBA最優秀コーチ賞 (1998)
- NBAオールスターゲームヘッドコーチ (1998)

エグゼクティブ時代
- NBA最優秀役員賞 (2012)

## 個人成績

### NBAレギュラーシーズン
| シーズン     | チーム       | GP  | GS  | MPG   | FG%  | 3P%  | FT%   | RPG  | APG | SPG | BPG | PPG  |
| ------------ | ------------ | --- | --- | ----- | ---- | ---- | ----- | ---- | --- | --- | --- | ---- |
| 1979–80      | BOS          | 82  | 82  | 36.0  | .474 | .406 | .836  | 10.4 | 4.5 | 1.7 | .6  | 21.3 |
| 1980–81      | BOS          | 82  | 82  | 39.5  | .478 | .270 | .863  | 10.9 | 5.5 | 2.0 | .8  | 21.2 |
| 1981–82      | BOS          | 77  | 58  | 38.0  | .503 | .212 | .863  | 10.9 | 5.8 | 1.9 | .9  | 22.9 |
| 1982–83      | BOS          | 79  | 79  | 37.7  | .504 | .286 | .840  | 11.0 | 5.8 | 1.9 | .9  | 23.6 |
| 1983–84      | BOS          | 79  | 77  | 38.3  | .492 | .247 | .888* | 10.1 | 6.6 | 1.8 | .9  | 24.2 |
| 1984–85      | BOS          | 80  | 77  | 39.5* | .522 | .427 | .882  | 10.5 | 6.6 | 1.6 | 1.2 | 28.7 |
| 1985–86      | BOS          | 82  | 81  | 38.0  | .496 | .423 | .896* | 9.8  | 6.8 | 2.0 | .6  | 25.8 |
| 1986–87      | BOS          | 74  | 73  | 40.6* | .525 | .400 | .910* | 9.2  | 7.6 | 1.8 | .9  | 28.1 |
| 1987–88      | BOS          | 76  | 75  | 39.0  | .527 | .414 | .916  | 9.3  | 6.1 | 1.6 | .8  | 29.9 |
| 1988–89      | BOS          | 6   | 6   | 31.5  | .471 | ...  | .947  | 6.2  | 4.8 | 1.0 | .8  | 19.3 |
| 1989–90      | BOS          | 75  | 75  | 39.3  | .473 | .333 | .930* | 9.5  | 7.5 | 1.4 | .8  | 24.3 |
| 1990–91      | BOS          | 60  | 60  | 38.0  | .454 | .389 | .891  | 8.5  | 7.2 | 1.8 | 1.0 | 19.4 |
| 1991–92      | BOS          | 45  | 45  | 36.9  | .466 | .406 | .926  | 9.6  | 6.8 | .9  | .7  | 20.2 |
| 通算         | 通算         | 897 | 870 | 38.4  | .496 | .376 | .886  | 10.0 | 6.3 | 1.7 | 0.8 | 24.3 |
| オールスター | オールスター | 10  | 9   | 28.7  | .423 | .231 | .844  | 7.9  | 4.1 | 2.3 | 0.3 | 13.4 |

### NBAプレーオフ
| シーズン | チーム | GP  | GS  | MPG  | FG%  | 3P%  | FT%  | RPG  | APG | SPG | BPG | PPG  |
| -------- | ------ | --- | --- | ---- | ---- | ---- | ---- | ---- | --- | --- | --- | ---- |
| 1980     | BOS    | 9   | 9   | 41.3 | .469 | .267 | .880 | 11.2 | 4.7 | 1.6 | 0.9 | 21.3 |
| 1981     | BOS    | 17  | 17  | 44.1 | .470 | .375 | .894 | 14.0 | 6.1 | 2.3 | 1.0 | 21.9 |
| 1982     | BOS    | 12  | 12  | 40.8 | .427 | .167 | .822 | 12.5 | 5.6 | 1.9 | 1.4 | 17.8 |
| 1983     | BOS    | 6   | 6   | 40.0 | .422 | .250 | .828 | 12.5 | 6.8 | 2.2 | 0.5 | 20.5 |
| 1984     | BOS    | 23  | 23  | 41.8 | .524 | .412 | .879 | 11.0 | 5.9 | 2.3 | 1.2 | 27.5 |
| 1985     | BOS    | 20  | 20  | 40.8 | .461 | .280 | .890 | 9.1  | 5.8 | 1.7 | 1.0 | 26.0 |
| 1986     | BOS    | 18  | 18  | 42.8 | .517 | .411 | .927 | 9.3  | 8.2 | 2.1 | .6  | 25.9 |
| 1987     | BOS    | 23  | 23  | 44.1 | .476 | .341 | .912 | 10.0 | 7.2 | 1.2 | 0.8 | 27.0 |
| 1988     | BOS    | 17  | 17  | 44.9 | .450 | .375 | .894 | 8.8  | 6.8 | 2.1 | 0.8 | 24.5 |
| 1990     | BOS    | 5   | 5   | 41.4 | .444 | .263 | .906 | 9.2  | 8.8 | 1.0 | 1.0 | 24.4 |
| 1991     | BOS    | 10  | 10  | 39.6 | .408 | .143 | .863 | 7.2  | 6.5 | 1.3 | 0.3 | 17.1 |
| 1992     | BOS    | 4   | 2   | 26.8 | .500 | .000 | .750 | 4.5  | 5.3 | 0.3 | 0.5 | 11.3 |
| 通算     | 通算   | 164 | 162 | 42.0 | .472 | .321 | .890 | 10.3 | 6.5 | 1.8 | 0.9 | 23.8 |

Basketball ReferenceのLarry Birdのより引用。

### カレッジ
| シーズン | チーム               | GP | GS  | MPG  | FG%  | 3P% | FT%  | RPG  | APG | SPG | BPG | PPG  |
| -------- | -------------------- | -- | --- | ---- | ---- | --- | ---- | ---- | --- | --- | --- | ---- |
| 1976–77  | インディアナ州立大学 | 28 | ... | 36.9 | .544 | ... | .840 | 13.3 | 4.4 | ... | ... | 32.8 |
| 1977–78  | インディアナ州立大学 | 32 | ... | ...  | .524 | ... | .793 | 11.5 | 3.9 | ... | ... | 30.0 |
| 1978–79  | インディアナ州立大学 | 34 | ... | ...  | .532 | ... | .831 | 14.9 | 5.5 | ... | ... | 28.6 |
| 通算     | 通算                 | 94 | ... | ...  | .533 | ... | .822 | 13.3 | 4.6 | ... | ... | 30.3 |

## その他
- ラリー・バード・ルール

NBAがサラリーキャップ制を導入したとき、ロスター上の選手を確保するためサラリー総額の上限を超過することを認める特別ルールが作られ、それは「ラリー・バード・ルール（ラリー・バード例外条項）」として知られるようになった。これは選手が一定年数以上同じチームにとどまった場合には選手に与えられる給与の制限を超えてもよいというものだった。
このサラリーキャップに対する例外は、1990年代以降選手年俸が高騰する最初のきっかけとなった。
- 人種

バードが入団する頃には、リーグの多数は黒人選手が占めており、新人のバードは「白人の希望」と呼ばれることがあった。このことをからかうチームメートもおり、バードにとって嬉しい称号ではなかった。
ライバルとされたマジック・ジョンソンが黒人だったこともあり、バードが白人であることはマスコミにとって取り上げやすい話の種となった。バードの運動能力はリーグでも高い方ではなく、俗に言われる「白人はジャンプできない」と言う言葉を体現しているかのようだった。
1987年のカンファレンス・ファイナルで、セルティックスに惜敗したデトロイト・ピストンズのアイザイア・トーマスとデニス・ロッドマンは、「バードが黒人だったら並の選手に過ぎない」と発言し問題になった。トーマスとロッドマンは謝罪し、バードはこれを受け入れた。
自分自身が白人でありながら、バードは白人にディフェンスされることを屈辱と思ったことがあるようで、相手チームに不平を言ったことがあった。
インディアナ・ペイサーズの監督に就任したバードは、アシスタントコーチにディック・ハーターとリック・カーライルを抜擢した。2名のみのアシスタントコーチはNBAでは例外的な少なさであり、二人とも白人であったために一部でなぜ黒人のアシスタントコーチを選ばなかったのかという疑問の声があがった。ディフェンスが専門のベテランの経験と、オフェンス面では若いカーライルの発想を期待しての人選で、バードとしては必要で十分な人数だったが、そのような疑問を予想していなかったバードはいささか困惑した。
- 家族

妻と養子が男女一人ずつ。離婚した前妻との間に娘が一人いる（同居はせず）。
- バードファンの受刑者

2005年にある男が強盗と故意の殺人未遂で逮捕され、懲役30年の判決を受けた。この男はラリー・バードのファンで、懲役をバードの背番号と同じ33年に変えてほしいと願い出た。この申し出は受け入れられた。
- Twitter

Twitterの鳥を模したロゴアイコン「Twitterバード」の旧名称「ラリー」はラリー・バードに因んで名付けられている。
- バードの関連書籍

”DRIVE！"
“48minutes”
“Bird Watching”